# Harihara II

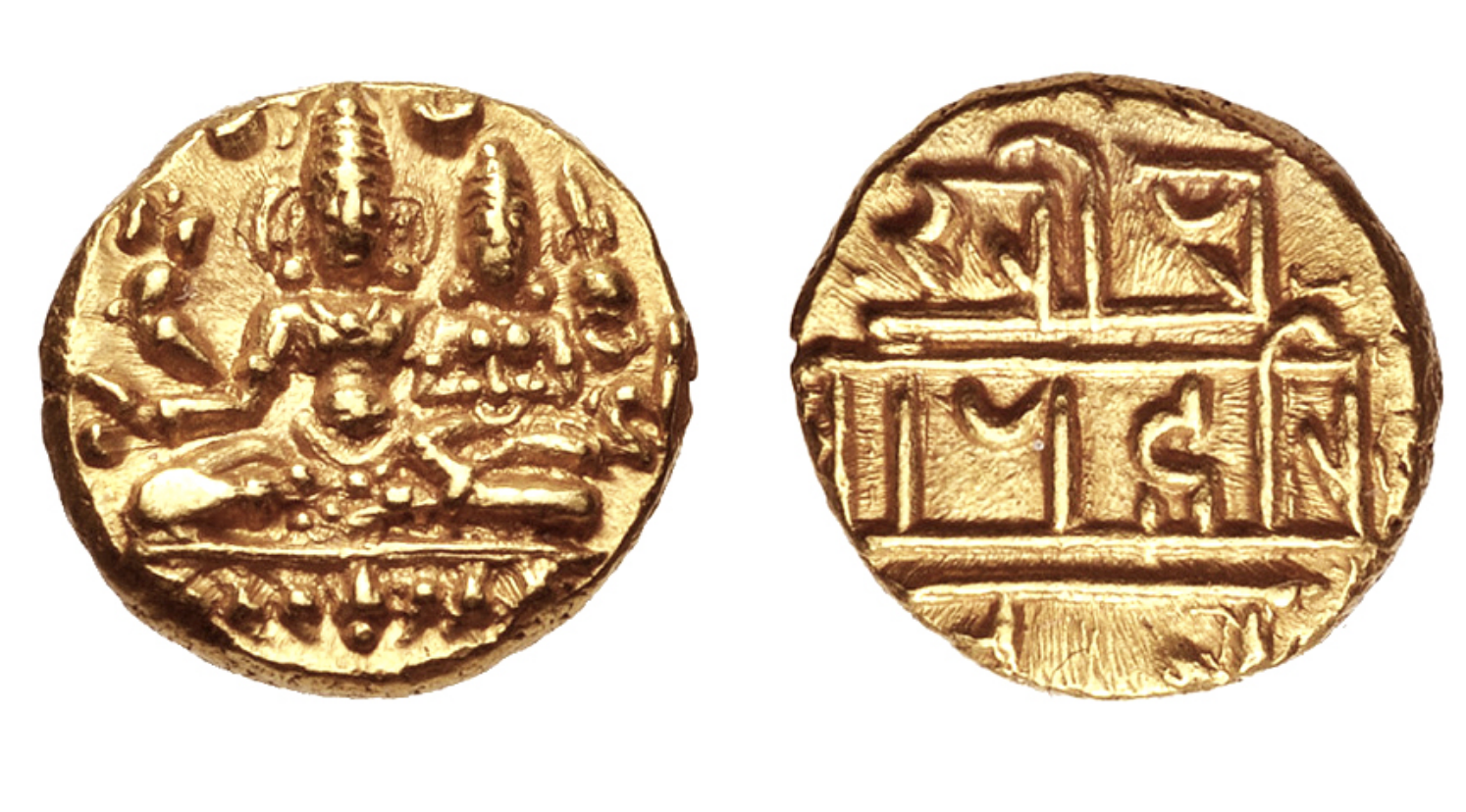
Monedas antiguas con Harihara II en relieve.

Harihara II (1377-1404) fue el tercer rajá del Imperio Vijayanagara, y miembro de la dinastía Sangama. Fue mecenas del poeta en canarés Madhura, un jainista. Bajo su reinado se llevó a cabo uno de los estudios más destacados sobre los Vedas. Se le otorgaron dos títulos, Vaidikamarga Sthapanacharya y Vedamarga Pravartaka. Así mismo, fue el primero de los líderes de VIjayanagara en ostentar los títulos de Maharaya (Emperador) y Rajadhiraja (Rey de Reyes).
Durante su reinado, el imperio continuó expandiéndose a costa de los dominios de sus rivales: en guerra contra los Reddis de Kondavidu, consiguió arrebatarles las provincias de Addanki y Srisailam, y consiguió controlar las costas de la actual Andhra Pradesh entre Nellore y Kalinga. Igualmente, se hizo con la mayor parte del territorio al sur del río Krishna, lo que le llevaría a la guerra contra los Velamas de Rachakonda por el control de Telangana. Tras la muerte de Mujahid Bahmani en 1378, Harihara II se aventuró en el noroeste anexionándose los puertos de Goa, Chaul y Dabhol.
Los restos de lo que se cree que fue su palacio aún son visibles hoy en día.